# Màlie Karmakuli
Màlie Karmakuli (rus: Малые Кармакулы) és una població de l'illa Sud de l'arxipèlag de Nova Terra, a Rússia.
Està situada a 15 m d'altitud sobre el nivell del mar sota un clima de tundra. Fins al 1926 va ser el centre administratiu de l'illa, a partir d'aleshores aquesta funció la va adoptar Belúixia Gubà. L'estació meteorològica de Màlie Karmakuli recull dades des de 1896
| Mesos                     | gen   | feb   | mar   | abr   | mai  | jun | jul | ago | set | oct  | nov  | des   | Anual |
| Temperatures mitjanes, ºС | -15,7 | -15,5 | -13,4 | -11,0 | -4,7 | 1,5 | 6,9 | 6,5 | 3,2 | -2,9 | -8,5 | -12,0 | -5,5  |
| Pluja, mm                 | 40    | 31    | 29    | 24    | 25   | 27  | 41  | 50  | 47  | 43   | 32   | 32    | 421   |
| ------------------------- | ----- | ----- | ----- | ----- | ---- | --- | --- | --- | --- | ---- | ---- | ----- | ----- |